# Banda de Música de Llucmajor
La Banda de Música de Llucmajor és una banda de música creada a Llucmajor (Mallorca) l'any 1842, essent una de les més antigues de Mallorca.
La Banda de Música de Llucmajor participa en tots els actes públics i festes de Llucmajor, a més de realitzar una sèrie de concerts durant l'any. Actualment ben consolidada, ha aconseguit, amb l'esforç dels seus músics i els seus directors titulars, un considerable prestigi. Ha actuat arreu de Mallorca i València i ha participat en les Trobades de Bandes i a diversos Festivals. En aquests moments està formada per uns 60 músics. Els dies de la festivitat de Santa Càndida i Sant Miquel sonen la música dels cavallets cotoners de Llucmajor.

## Història
A finals del segle xix existien a Llucmajor dues Bandes de Música dirigides per Gabriel Bardera i Rafel Rubí, respectivament. A principis del segle XX arribaren a coexistir quatre formacions musicals patrocinades pels partits polítics: la dels conservadors, dirigida per Antoni Jordi; la dels liberals, sota la batuta de Damià Font; la dels marxistes amb Miquel Tomàs al capdavant; i la dels socialistes dirigida per Miquel Ballester. El 1921 les quatre bandes s'uniren durant la II República, i en fou el director Antoni Sastre, a qui substituí l'any 1936 Damià Font, que dirigí la banda durant els següents vint anys. Fou els anys seixanta quan la banda perdé nombrosos músics i quasi desaparegué. El 1970 es reorganitzà amb la direcció de Julià Jordi. Durant aquests anys, gràcies a Guillem Tomàs, s'organitzà l'Escola de Música perquè servis a la banda de planter. Als anys 70 suposaren una nova era per la Banda de Música de Llucmajor que evolucionà i progressà en tècnica i qualitat. El seu director titular des de l'any 1976 fou Vicenç Castellano, nascut a Benissano (València). Des del mes de juny de 2004 fins a finals de l'any 2009 dirigí la banda Josep M. Borràs Sbert, professor de trombó del Conservatori Superior de Música de les Illes Balears. El gener de 2010 és nomenat director titular, el músic Joan Ramon Xamena Vidal, trompa natural del Joch de Ministrils del Consell de Mallorca, membre de 5deBrass Quintet, professor de Trompa del Conservatori Superior de Música de les Illes Balears.
El mes de setembre de l'any 2007 l'Ajuntament de Llucmajor li concedí "l'Espigolera", màxima distinció que atorga l'Ajuntament. El 2011 el prestigiós compositor de banda holandès Jacob de Haan compongué una peça titulada "Sa Música" dedicada a la Banda de Música de Llucmajor i que fou estrenada pel mateix de Haan a Llucmajor.